# Zeta Pegasi
Zeta Pegasi (ζ Peg, ζ Pegasi) é uma estrela localizada na constelação de Pegasus. Possui o nome tradicional de Homan, que era compartilhado com Xi Pegasi pelos árabes, mas atualmente o nome Homan é usado para se referir apenas a Zeta Pegasi. Essas duas estrelas também eram chamadas pelos árabes como "as estrelas da sorte do herói".
Zeta Pegasi é uma estrela da sequência principal de classe B que se encontra a 209 anos-luz da Terra. Com magnitude aparente de 3,40, é a sexta estrela mais brilhante da constelação de Pegasus. Tem 4 vezes o tamanho do Sol e entre 3,3 e 3,5 vezes sua massa. Sua é idade é estimada em 260 milhões de anos. Como muitas outras estrelas de classe A e B, Zeta Pegasi tem rotação rápida, com uma velocidade de rotação de pelo menos 140 km/s, correspondendo a um período de rotação menor que 1,4 dias (em comparação o Sol leva 25 dias para completar uma rotação). É também uma variável pulsante lenta, e seu brilho tem uma pequena oscilação de 0,00049 em um período de 22,95 horas.
Zeta Pegasi pode formar um sistema binário com uma estrela de magnitude 11 localizada a 11 000 UA do componente principal com um período orbital de pelo menos 600 000 anos. Essas estrelas estão separadas no céu por 177 segundos de arco. Uma terceira estrela, localizada atualmente a 59 segundos de arco de Zeta Pegasi A, parece fazer parte do sistema vista da Terra, mas como em 1879 a separação entre as estrelas era de 64 segundos de arco, não há relação física entre elas (a diferença na separação é muito grande para ser uma estrela em órbita).